# Michael Noer
Michael Noer (født 27. december 1978 i Esbjerg) er en dansk filminstruktør.
Han er uddannet på fra dokumentarlinjen på Den Danske Filmskole i 2003 med filmen En rem af huden, der fortæller historien om manden bag Museum Erotica. Siden har han stået bag en række dokumentarfilm og dokumentarprojekter. Han var en af de første instruktører i Danmark, der for alvor tog internettet til sig som medie, hvilket blandt andet resulterede i serien Doxwise og en stribe udgivelser af korte og eksperimenterende film på hans egen MySpace-side. I samarbejde med Tobias Lindholm lavede han filmen R, der havde premiere i Danmark i 2010. "R" var Michael Noers spillefilmsdebut.  

## Filmografi
- En rem af huden (2003)
- Mimis Sidste Valg (2005)
- Hawaii (2006)
- Vesterbro (2007)
- De Vilde Hjerter (2008)
- R (2010)
- Nordvest (2013)
- Papillon (2017)
- Før frosten (2019)